# La Subversion (Mucchielli)
Pour les articles homonymes, voir Subversion (homonymie).
 (avril 2025).
Motif : Absence de sources
- Archive Wikiwix
- Bing
- Cairn
- DuckDuckGo
- E. Universalis
- Gallica
- Google
- G. Books
- G. News
- G. Scholar
- Persée
- Qwant
- (zh) Baidu
- (ru) Yandex
- (wd) trouver des œuvres sur Wikidata

| 1. | Préciser le motif de la pose du bandeau. | Précisez le motif de la pose du bandeau en utilisant la syntaxe suivante : {{admissibilité à vérifier\|date=avril 2025\|motif=remplacez ce texte par le motif}}                                 |
| 2. | Informer les utilisateurs concernés.     | Pensez à avertir le créateur de l'article, par exemple, en insérant le code ci-dessous sur sa page de discussion : {{subst:avertissement admissibilité à vérifier\|La Subversion (Mucchielli)}} |

La subversion est un ouvrage du psycho-sociologue et psychopédagogue français Roger Mucchielli traitant des mécanismes et des méthodes existantes.

## Définition du concept
La subversion est un ensemble de stratégies et de techniques visant à déstabiliser un groupe ou un système en lui inoculant des idées qui remettent en cause ses valeurs les plus intimes.
Son but peut aller d'une simple contestation d'une société ou d'un groupe pour faire évoluer ses fondements culturels et idéologiques, jusqu'au sabotage d'institutions en vue de fomenter une révolution et d'instaurer un nouveau régime politique. 
L'objectif de l'ouvrage de Roger Mucchielli est de démonter ses mécanismes et de montrer ses possibilités et les stratégies possibles pour les mettre en œuvre. Il nous en donne ainsi la définition : « La subversion  est une technique d’affaiblissement du pouvoir et de démoralisation des citoyens; cette technique est fondée sur la connaissance des lois de la psychologie et de la psychosociologie, parce qu’elle vise autant l’opinion publique que le pouvoir et les forces armées dont il dispose. »

## Mécanismes de fonctionnement
Les canaux de la désinformation peuvent être directs ou indirects, ce qui est plus subtil, exploitant un nombre parfois important "d’agents d’influence", plus ou moins conscients du rôle qu'on leur fait jouer mais qui sont d'autant plus précieux qu'ils sont placés à des postes importants. La stratégie consiste à noyer la vérité dans des flots d'informations annexes, une dialectique complexe pour infiltrer des informations biaisées, trompeuses mais qui paraissent authentiques. Elle est d'autant plus efficace qu'elle prend appui sur les médias, les journaux en particulier qui, écrit Mucchielli, « ont toutes les apparences de la bonne foi et de l’objectivité. » Et il cite le cas de Valeurs actuelles qui est tombé dans le panneau, diffusant de bonne foi une information manipulée...[réf. souhaitée]
Il explique que la démoralisation d'un groupe ou d'une nation passe par la dissolution de son courage et du tonus mental qui donne la foi dans les valeurs et la confiance en l'avenir. Il relève plusieurs méthodes subversives de démoralisation d'un groupe : l'intox, l'injection du doute, la destruction des valeurs, la culpabilisation afin de faire perdre la conviction de la justice d'une cause, l'impression de solitude face à la multitude dont la réprobation est unanime, l'instillation d'un sentiment de ridicule, d'illogisme ou de dérisoire, l'impression d'éternisation du combat, la certitude d'avoir en face un ennemi dur et sûr de sa victoire totale, l'impression d'inutilité de la lutte, la dissociation qui consiste à pousser à la discorde pour casser toute unité et toute cohésion.